# Gevgelija
Gevgelija (Macedonisch: Гевгелија; [ɡɛvˈɡɛlija]) is een stad met 15.685 (2002) inwoners in het zuidoosten van Noord-Macedonië aan de oevers van de Vardar. De stad ligt aan de directe grens met Griekenland bij het plaatsje Eidomeni.

## Etymologie
In het Turks staat Gevgelija bekend als Gevgeli, in het Grieks: Gevgelí (Γευγελή), als Gevgeli (Гевгели) in het Bulgaars en Đevđelija (Ђевђелија, [dʑeʋdʑělija]) in het Servisch. Gevgelija wordt ook het Macedonische Las Vegas genoemd, vanwege de grote aantallen casino's in de stad.